# Crepidium calophyllum
Crepidium calophyllum är en orkidéart som först beskrevs av Heinrich Gustav Reichenbach, och fick sitt nu gällande namn av Dariusz Lucjan Szlachetko. Crepidium calophyllum ingår i släktet Crepidium, och familjen orkidéer. Inga underarter finns listade i Catalogue of Life.

## Bildgalleri

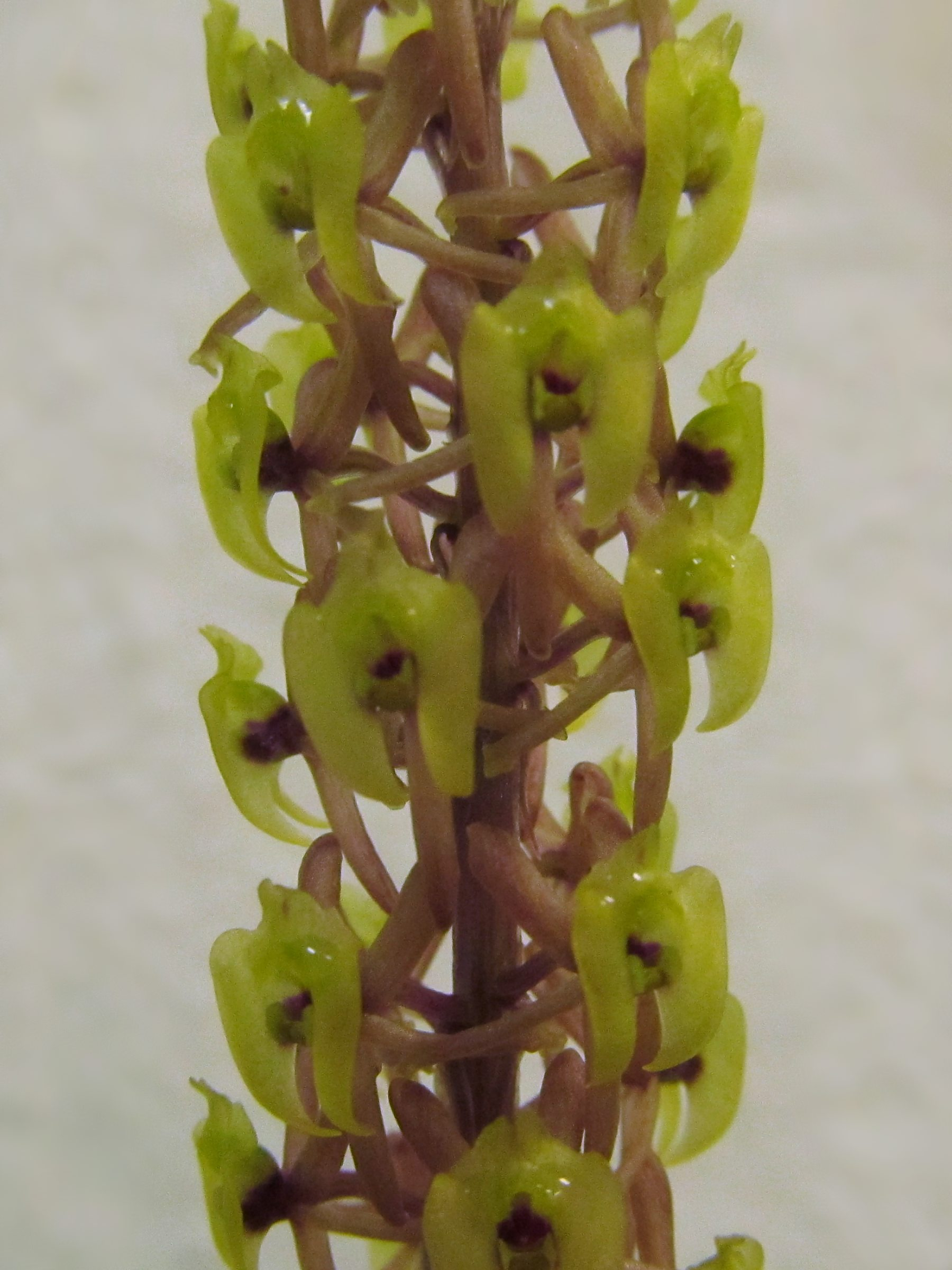